# Stisseria simsii
Stisseria simsii là một loài thực vật có hoa trong họ La bố ma. Loài này được (Schult. in Roem. & Schult.) Kuntze miêu tả khoa học đầu tiên năm 1891.